# Pastisz (stylistyka)
Pastisz (z fr. pastiche – 'utwór naśladowczy' z wł. pasticcio 'pasztet; partactwo' ze śrdw. łac. pasticius 'ciastowaty' od późn. łac. pasta 'ciasto') – odmiana stylizacji; utwór naśladujący istotne cechy jakiegoś dzieła lub stylu, zagęszczający je i uwydatniający. Może pełnić rolę żartobliwą jako zabawa literacka lub też stanowić świadectwo sprawności warsztatowej jego twórcy. W przeciwieństwie do parodii nie pełni funkcji satyrycznej i uprawiany może być w celu pochwały stylu, maniery danego pisarza lub gatunku, nie w celu jego krytyki.
Zjawisko pastiszu jest porównywane z falsyfikowaniem, gdyż w najbardziej udanych przypadkach od oryginalnych realizacji danego stylu odróżnia je jedynie metatekstowa informacja od autora podana w trybie przypuszczającym (np. Tuwim uważa, że Rej napisałby...). Dzieło takie w zamierzeniu jest nieodróżnialne od wzorca i stylistycznie z nim jednolite.
Pastiszem jest na przykład wiersz Jamesa Whitcomba Rileya Another Ride From Ghent To Aix, naśladujący utwór Roberta Browninga Jak to oni ważną wieść przynieśli z Gandawy do Akwizgranu.